# Castillo de Montemayor (Benahavís)
El castillo de Montemayor son los restos de una fortificación situada en el municipio malagueño de Benahavís, España. Cuentan con la protección de la Declaración genérica del Decreto de 22 de abril de 1949, y la Ley 16/1985 sobre el Patrimonio Histórico Español.

## Descripción
El castillo de Montemayor se encuentra cerca de la Sierra Palmitera, una de las estribaciones de Sierra Bermeja, en el piedemonte costero de la Serranía de Ronda, con las cumbres del Encinetas (1473 metros sobre el nivel del mar) y el Castillejo de los Negros (1372 metros sobre el nivel del mar). La fortaleza está emplazada en su punto más alto a 579 metros. 
El abrupto perfil de esta montaña, con una característica forma piramidal, es visible desde grandes distancias, lo cual indica el alto grado de protección del que gozó la fortificación y su emplazamiento preeminente para vigilar amplias extensiones a su alrededor. Se sitúa en la divisoria entre los ríos Guadalmansa al oeste y Guadalmina al Este.
La ordenación espacial interna de Montemayor se asemeja al castillo de Archidona. Por su proximidad geográfica debió relacionarse con el castillo del Nicio, Estepona y Marbella. Es uno de los castillos más fuertes de la provincia, su elevación y sus elementos defensivos lo hacen casi inexpugnable. Posee un doble recinto de gruesos muros de mampostería con cubos cuadrangulares. Tiene varios aljibes, sobresaliendo el que se encuentra en el interior de una torre dividido en dos compartimentos, rectangular y trapezoidal, uno más elevado que otro con una ventana intermedia que los comunica. Guarda cierta analogía con el del castillejo del Río de la Miel. Los dos restantes son rectangulares y abovedados. No es frecuente encontrar fragmentos de cerámica, datables entre los siglos X y XIV. Los elementos conservados permiten una reconstrucción de la planta. El exterior está compuesto por lienzos de muro de mampostería reforzados por cubos cuadrangulares, en este conserva las dos puertas, una mayor orientada al este y la segunda al sur. En el interior se aprecian restos de habitáculos. Hay que destacar la desaparición de algunos paños del muro en el recinto externo, así como los cubos que lo soportaban. En el recinto principal se han derrumbado algunos elementos que conectaban con el segundo recinto.
El castillo tuvo hasta tres recintos amurallados concéntricos, siendo los dos más internos los que mejor se conservan. Las murallas, construidas íntegramente en mampostería, están jalonadas por pequeñas torres prismáticas, a las que se añaden dos que fueron transformadas en semicilíndricas por añadidos posteriores y otra de planta trapezoidal.
Destaca en su interior la presencia de tres aljibes, parcialmente conservados. Destaca en ellos su revestimiento hidráulico interior teñido de almagra, con refuerzos en los ángulos, y en uno de ellos el arranque de la bóveda de cañón que lo cubriría.
Tenía comunicación visual directa con otros puntos de vigilancia y defensa en esta zona costera, como la atalaya andalusí del castillejo de los Negros (en la Sierra Palmitera, que bordea la carretera de Ronda a San Pedro Alcántara) o el Castillo del Nicio, en las cercanías de Estepona. Además, en días claros se ve perfectamente el Estrecho de Gibraltar con las costas norteafricanas.
El castillo de Montemayor funcionó como elemento defensivo y de vigilancia de todo este entorno de poblamiento rural andalusí desde los siglos VIII-XV, hasta su rendición a los castellanos, que se produjo en 1485 tras la caída de la ciudad de Ronda y desde entonces, se despobló definitivamente, si bien fue utilizado como refugio defensivo por los moriscos de la zona de Sierra Bermeja que se sublevaron en 1568. En el siglo XIX, durante la Guerra de la Independencia frente a las tropas napoleónicas, volvió a cobrar valor militar.

## Historia
Montemayor es una fortaleza muy nombrada por los autores árabes del siglo X, como Ibn Hayyan y al-Razi, y sobre todo porque en su primera etapa estuvo estrechamente vinculado a Bobastro, pasando a depender de Marbella a la caída de este. En los siglos siguientes decae su importancia, ya que no vuelve a ser citado por los autores árabes hasta el período nazarí, ya asociado a Marbella.
Las primeras referencias en fuentes escritas son las dadas por Ibn Hayyan en al-Muqtabis V (siglo X), quien lo describe como lugar donde Umar Ibn Hafsun tenía pertrechos y almacenes repletos. Habría sido por tanto un núcleo de resistencia mozárabe, lo cual vendría reforzado por su topónimo latino que aparece en los textos árabes de la época como Munt Mayur. Su existencia es posible ya desde el periodo emiral o incluso más antigua, dado que en el yacimiento se han encontrado monedas romanas de las cecas de Gades y Carteia. También en el siglo X, en la llamada Crónica del Moro Rasis (Ajbar Muluk al-Andalus) escrita por al-Razi, se afirma que es el "castillo más fuerte y más alto de cuantos hay en el término de Rayya", refiriéndose a la cora (kura) que ocupó parte de la actual provincia de Málaga, excepto la zona de la Serranía de Ronda, que formaba el distrito de Takurunna, siendo esta fortaleza limítrofe entre ambas.
La fortaleza también jugó un importante papel en las luchas entre las taifas idrisí de Málaga y hamudí de Algeciras, en el siglo XI. Ya en época nazarí, Ibn al-Jatib afirmó en su Al-Ihata fi Ajbar Garnata que un importante poeta y visir hamudí fue enterrado en el "Hisn al-Ward (quizás la alquería de La Romera), que está junto a Hisn Munt Mayur".
Según la fuente documental magrebí del siglo XIV constituida por el anónimo Dikr Bilad al-Andalus, "En Montemayor de la cora de Málaga se halla el rubí, aunque es de pequeño volumen".